# Niederwiesa
Niederwiesa là một đô thị trong huyện Mittelsachsen, bang tự do Sachsen, nước Đức. Đô thị Niederwiesa có diện tích 16,17 km², dân số thời điểm ngày 31 tháng 12 năm 2005 là 5237 người.